# 沙鲁纳斯·温格利斯
沙鲁纳斯·温格利斯（1989年11月16日—），立陶宛男子篮球运动员，2019年三人篮球欧洲杯男子铜牌得主、2021年三人篮球欧洲杯男子银牌得主、2023年三人篮球欧洲杯男子银牌得主、2024年夏季奥林匹克运动会男子三人铜牌得主。